# Syrrhopodon pilulifer
Syrrhopodon pilulifer là một loài rêu trong họ Calymperaceae. Loài này được Dixon mô tả khoa học đầu tiên năm 1937.